# Erasmus Peshine Smith

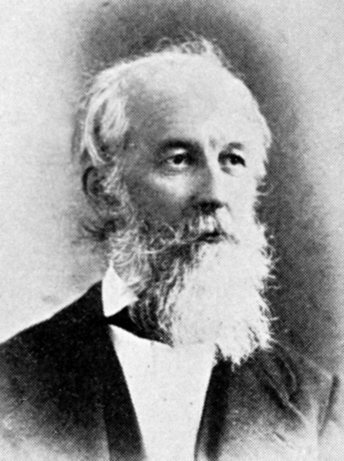
Erasmus Peshine Smith

Erasmus Peshine Smith (?, 2 maart 1814 – Rochester (New York), 21 oktober 1882) was een van de leidende Amerikaanse economen van de 19e eeuw. Zijn ideeën over industriële ontwikkeling en protectionisme gaven mee vorm aan de economische geschiedenis van Japan, zoals eerder die van Friedrich List in Duitsland. Als specialist internationaal recht speelde hij ook een sleutelrol in het beëindigen van de koelie-loonslavernij.

## Afkomst en carrière
Peshine Smith kwam uit een milieu van juristen in Rochester. Hij studeerde aan de Harvard Law School en ging het recht beoefenen in Rochester, waar hij ook wiskundeprofessor was aan de plaatselijke University of Rochester. Tegelijk schreef hij voor de Democrat (een Whig-krant) en voor de Washington Intelligencer. Hij trok naar New York om te werken voor het advocatenbureau van William Seward, de latere minister, en stond ermee aan de wieg van de Republikeinse partij (1854). Datzelfde jaar werd Peshine Smith benoemd op een hoge functie binnen de onderwijsadministratie van de State of New York. Zijn volgende baan was rapporteur voor het Hof van Beroep. Tijdens de Amerikaanse Burgeroorlog werd hij immigratiecommissaris in Washington (1864) en nadien Examiner of Claims (1870), nog altijd op immigratie.

## In Japan
Seward, eens de klasgenoot en partner van Peshine Smith, bleef een rode draad in zijn leven. Na het einde van zijn termijn als minister van Buitenlandse Zaken maakte Seward een reis om de wereld, die hem in Japan bracht. Hij vernam dat de regering op het punt stond te breken met de vrijhandelspolitiek naar Engels model. Volgens Seward was Peshine Smith de geknipte man om de Japanners te begeleiden in het overnemen van wat toen the American system heette. Hij beval hem aan bij de nieuwe buitenlandminister Hamilton Fish en met de toestemming van president Ulysses Grant volgde er een benoeming tot Adviseur Internationaal Recht bij het Japanse buitenlandministerie. Peshine Smith werd zo de eerste vreemdeling in dienst van de Japanse regering (1871-76). Hij verwierf veel invloed en woonde soms kabinetszittingen bij in samoeraikleren, inclusief de bijhorende zwaarden. Ook had hij toegang tot keizer Meiji.
Hij hielp de hervormingsgezinde financieminister Toshimichi Okubo – die deelnam aan de Iwakura-missie en dus jarenlang afwezig was – met het industrieel beleid. Er kwamen beschermende handelstarieven en een ministerie van Binnenlandse Zaken met een Bestuur voor Industriële Promotie (kangyōryō). Zijn opvolger Okuma Shigenobu adviseerde hij over de oprichting van een centrale bank. De Eerste Nationale Bank van Japan opende de deuren op 1 augustus 1873 naar het Hamiltoniaanse model. Hij had een monopolie op het uitgeven van de nieuw gecreëerde munt, de yen. Een derde component van de economische strategie bestond in het doorvoeren van "internal improvements", openbare infrastructuurwerken. Deze periode van de Meiji restauratie staat bekend als het startschot voor de snelle economische groei van Japan.
Daarnaast drukte Peshine Smith zijn stempel op een ander terrein, het beëindigen van de lucratieve Britse koeliehandel. Op zijn advies legde de Japanse regering in juli 1872 beslag op een Portugees schip, de Maria Luz, dat 231 Chinese koelie's vervoerde naar Peru en in Yokohama voor anker was gegaan. Kapitein Heriero werd aangeklaagd voor mishandeling en vrijheidsberoving van de Chinezen. Doorheen de procedure, die uitmondde in een veroordeling, redigeerde Peshine Smith juridische documenten. Daarmee was de zaak niet van de baan, want de kapitein vorderde teruggave van zijn 'cargo' (die voor terugkeer naar China had gekozen) en de Peruaanse regering uitte al oorlogsbedreigingen. Na tussenkomst van de Amerikaanse consul werd de zaak ter arbitrage voorgelegd aan de Russische tsaar Alexander II, die in 1875 in het voordeel van Japan oordeelde. Dit luidde het einde in voor de Britse koeliehandel.
In 1876 kwam een einde aan het mandaat van Peshine Smith in Japan. Hij keerde terug naar de VS, maar zijn invloed bleef nog aanwezig. Via zijn medewerker Edward House publiceerde The Tokio Times zeventien anonieme stukken met Peshine Smiths intellectuele nalatenschap, Notes on Political Economy Designed for the Japanese Readers.

## Economische theorie
Economisch was Peshine Smith een leerling van Henry Charles Carey, die tegen de heersende vrijhandelsdoctrine in betoogde dat een succesvolle economische ontwikkeling vertrok van protectionisme. De heren voerden een uitgebreide correspondentie en delen van Carey's hoofdwerk, The Principles of Social Science (1858-59), zijn terug te voeren op ideeën van Peshine Smith. Eerder had deze zelf een boek uitgebracht, A Manual for Political Economy (1853). Het was een frontale aanval op economie als de "dismal science", de sombere wetenschap zoals beoefend door Thomas Malthus. Het boek werd herdrukt in 1868 en 1877, maar raakte later in de vergetelheid.
Vijfentwintig jaar later kwam hij terug op deze thema's in zijn artikelenreeks voor The Tokio Times. Hij bestreed de malthusiaanse catastrofe en het ricardiaanse comparatief voordeel als waanideeën:

Deze macht van de mens om de verandering van materie te controleren – zijn vermogen om te werken en zo het nut van de materie te verhogen – is het enige dat vergaat als het niet onmiddellijk wordt aangewend. Een uur dat verspild wordt, is voorgoed weg. Het kan nooit worden teruggebracht. Daarom is de belangrijkste plicht voor elke regering om de voortdurende tewerkstelling van al haar mensen te verzekeren, zodat niemand inactief is die kan en wil werken.
Er zijn schrijvers in Europese talen, wier boeken spijtig genoeg gebruikt worden in Japanse scholen, die vrezen dat de bevolking sneller kan toenemen dan de bestaansmiddelen. Dat is waanidee nr. 1.
Ze zijn ook zo ontzet over de notie dat Buitenlandse Handel het grootste belang van een natie is, dat ze zich verbeelden dat een natie voordeel haalt als ze buitenlandse goederen koopt voor een kleinere hoeveelheid 'kopergeld' (bijvoorbeeld) dan het in 'geld' zou kosten om ze thuis te fabriceren – zelfs als de mensen zonder werk zitten en geen 'geld' kunnen verdienen waarmee buitenlandse waar te kopen. Dat is waanidee nr. 2.
— Notes on Political Economy Designed Chiefly for Japanese Readers , The Tokio Times, 17 februari 1877

Tegenover specialisatie stelde hij diversificatie: een welvarende natie heeft een diverse industrie.
Ook inzake productiefactoren had Peshine Smith een vernieuwende kijk. Aan de traditionele factoren kapitaal en arbeid voegde hij energie toe:

Het loon van arbeid en de huur van kapitaal, beide komen uit de opbrengst van hun samenwerking in het sturen van de natuurkrachten ten behoeve van de mens. Dit gezamenlijke werk van arbeid, kapitaal en de natuurkrachten noemen we Productie.
— Notes on Political Economy Designed Chiefly for Japanese Readers , The Tokio Times, 24 februari 1877

## Privé
De ouders van Peshine Smith waren Erasmus Darwin Smith en Elizabeth Peshine. Hun enige zoon trouwde met Anna Elizabeth Beatty op 22 september 1836 in Rochester. Het paar kreeg vijf kinderen.

## Trivia
- Als journalist muntte Peshine Smith het woord 'telegram'.

## Publicaties
- A Manual of Political Economy, New York, George Putnam & Co, 1853
- Notes on Political Economy Designed Chiefly for Japanese Readers  (17 anonieme afleveringen in The Tokio Times, 1877-78)